# Barbara Frączek
Barbara Franciszka Frączek z domu Krzaklewska (ur. 3 grudnia 1941 we Lwowie, zm. 24 grudnia 2023 w Turzy) – polska polityk, lekarka i działaczka społeczna, posłanka na Sejm I i III kadencji.

## Życiorys
Córka chirurga Stanisława Krzaklewskiego oraz siostra Mariana Krzaklewskiego. W 1965 ukończyła studia na Wydziale Lekarskim Akademii Medycznej w Warszawie, następnie specjalizowała się w zakresie okulistyki. Pracowała jako starszy asystent w Wojewódzkim Szpitalu Zespolonym w Rzeszowie. W 1980 została działaczką „Solidarności”, zasiadała we władzach regionalnych związku. Z jego ramienia pełniła funkcję posła I kadencji (1991–1993). Była także posłanką III kadencji z listy Akcji Wyborczej Solidarność (1997–2001). Współtworzyła program AWS dotyczący ubezpieczeń zdrowotnych. Zajmowała się też wsparciem placówek ochrony zdrowia w regionie rzeszowskim i działaniami na rzecz lokalnego przemysłu zbrojeniowego.
W 2001 wycofała się z polityki, kontynuując praktykę lekarską. Działaczka ruchów katolickich, została m.in. przewodniczącą lokalnego stowarzyszenia „Tak Życiu”, wspierającego samotne matki i rodziny wielodzietne. Była też przewodniczącą Komisji Etyki Okręgowej Izby Lekarskiej w Rzeszowie.
Była zamężna, miała dwóch synów. Mieszkała w Rzeszowie. 29 grudnia 2023 została pochowana na cmentarzu parafii Wszystkich Świętych w Kolbuszowej.

## Odznaczenia
W 2017 odznaczona Krzyżem Oficerskim Orderu Odrodzenia Polski. W 2018 otrzymała Krzyż Wolności i Solidarności, a w 2019 Medal Stulecia Odzyskanej Niepodległości.